# 第67回オールスター競輪
第67回オールスター競輪は、2024年8月13日から18日まで、平塚競輪場にて開催された競輪のGI競走である。優勝賞金は6,100万円（副賞込み）。

## レースプログラム
第1日 - 第3日は10レース、第4日 - 第6日は11レースを実施。ほか、3日目までは新設の女子オールスター競輪を実施。
6日間で最大5走。1次予選では全選手が2走（うちファン投票第1 - 9位は1走目で「ドリームレース」に、第10 - 18位は1走目で「オリオン賞レース」に、それぞれ出走）し、その着順に応じて獲得したポイントの合計により上位63名が、4日目の2次予選に進出（うちポイント1 - 9位の9名はシャイニングスター賞に進出）。
2次予選ボーダーは15ポイント（4人中3人まで）となった。
| ポイント                | 1着 | 2着 | 3着 | 4着 | 5着 | 6着 | 7着 | 8着 | 9着 | 棄権 |
| ----------------------- | --- | --- | --- | --- | --- | --- | --- | --- | --- | ---- |
| ドリームレース（DRM）   | 18  | 17  | 16  | 15  | 14  | 13  | 12  | 11  | 10  | 8    |
| オリオン賞レース（ORI） | 15  | 14  | 13  | 12  | 11  | 10  | 9   | 8   | 7   | 5    |
| 一次予1                 | 10  | 9   | 8   | 7   | 6   | 5   | 4   | 3   | 2   | 1    |
| 一次予2                 | 13  | 11  | 10  | 9   | 8   | 7   | 6   | 5   | 4   | 1    |

## 決勝戦

### 競走成績
- 8月18日（日）第11レース[6][7][8][9][10]
- 誘導員…齊藤竜也（神奈川）[11][12]

| 着  | 番 | 選手名     | 齢 | 府県   | 期別 | 班 | 着差   | 上り | 決ま り手 | S/J H/B | 個人 状況      |
| --- | -- | ---------- | -- | ------ | ---- | -- | ------ | ---- | --------- | ------- | -------------- |
| 1   | 2  | 古性優作   | 33 | 大 阪  | 100  | S  |        | 11.0 | 差し      | S       |                |
| 2   | 7  | 窓場千加頼 | 32 | 京 都  | 100  | 1  | 1輪    | 11.1 | 捲り      |         |                |
| 3   | 9  | 新山響平   | 30 | 青 森  | 107  | S  | 1/4輪  | 11.4 |           | JHB     | 重注（外帯線） |
| 3.5 |    |            |    |        |      |    |        |      |           |         |                |
| 4   | 8  | 松井宏佑   | 31 | 神奈川 | 113  | 1  | タイヤ | 10.9 |           |         |                |
| 5   | 3  | 佐藤慎太郎 | 47 | 福 島  | 78   | S  | 1/8輪  | 11.3 |           |         | 走注（押上げ） |
| 6   | 1  | 郡司浩平   | 33 | 神奈川 | 99   | 1  | 3/4輪  | 10.8 |           |         |                |
| 7   | 4  | 守澤太志   | 39 | 秋 田  | 96   | 1  | 3/4身  | 11.3 |           |         |                |
| 8   | 6  | 渡部幸訓   | 41 | 福 島  | 89   | 1  | 1/2輪  | 11.2 |           |         |                |
| 9   | 5  | 眞杉匠     | 25 | 栃 木  | 113  | S  | 1身1/2 | 10.9 |           |         |                |

### 配当金額
| 2=5 | 1,560円 | (09) |

| 2=7 | 640円   | (09) |
| 2=9 | 1,080円 | (17) |
| 7=9 | 2,740円 | (27) |

| 2-5 | 2,120円 | (15) |

| 2=7 | 1,520円 | (06) |

| 2=7=9 | 8,900円 | (34) |

| 2-7 | 2,340円 | (09) |

| 2-7-9 | 27,700円 | (112) |

## 女子オールスター決勝戦
- 8月15日（木）第12レース[17]

### 競走成績
| 着 | 番 | 選手名   | 齢 | 府県   | 期別 | 級班 | 着差   | 上り | 決ま り手 | S/J H/B | 個人 状況 |
| -- | -- | -------- | -- | ------ | ---- | ---- | ------ | ---- | --------- | ------- | --------- |
| 1  | 1  | 佐藤水菜 | 25 | 神奈川 | 114  | L1   |        | 11.8 | 逃げ      | HB      |           |
| 2  | 7  | 太田りゆ | 29 | 埼玉   | 112  | L1   | 1身1/2 | 11.7 | マーク    |         |           |
| 3  | 3  | 日野未来 | 31 | 奈良   | 114  | L1   | 3/4身  | 11.7 |           |         |           |
|    |    |          |    |        |      |      |        |      |           |         |           |
| 4  | 5  | 久米詩   | 24 | 静岡   | 116  | L1   | 3/4身  | 11.6 |           |         |           |
| 5  | 2  | 児玉碧衣 | 29 | 福岡   | 108  | L1   | 1身1/2 | 11.6 |           |         |           |
| 6  | 6  | 坂口楓華 | 26 | 愛知   | 112  | L1   | 4身    | 12.0 |           |         |           |
| 7  | 4  | 石井寛子 | 38 | 東京   | 104  | L1   | 大差   | -    |           |         |           |

### 配当金額
|  | 【未発売】 |

| 1=7 | 300円   | (4)  |
| 1=3 | 180円   | (2)  |
| 3=7 | 1,020円 | (13) |

|  | 【未発売】 |

| 1=7 | 640円 | (4) |

| 1=3=7 | 1,240円 | (5) |

| 1-7 | 760円 | (4) |

| 1-7-3 | 2,960円 | (13) |

## 特記事項
- 平塚でのGI開催は、前年の第77回日本選手権競輪に続いて、同大会単独としては神山雄一郎が制覇した1997年大会以来27年ぶり2回目（当時は昼間開催・次回は函館で開催される）。

- 賞金が前年に続き拡充され、優勝賞金が初めて副賞込みで6,000万円を超えた。また、2025年日本国際博覧会（大阪・関西万博）協賛レースとなった[21]。

- 今大会の特別観覧席とロイヤル席は、事前に前売り発売した。

- 今大会のキャッチフレーズは「劇的な瞬間を見届けろ。」。

- 期間中は、今年も前半3日間・後半3日間それぞれで日中にS級シリーズ（FI）『KEIRINライジングスターズ』を実施。前半13日 - 15日は青森と福井にて、後半16日 - 18日は前橋と名古屋にて、それぞれ開催された。

- 前年同様、開催期間中に台風（今大会は台風7号）が接近となった。なお、平塚本場には影響はなかったため順延はなく当初の予定通り18日に決勝戦を迎えた。

- 今回は、前年の日本選手権に引き続きJリーグの湘南ベルマーレとのコラボレーションを実施。8月7日に行われた湘南対福岡戦（レモンガススタジアム平塚）では「平塚競輪presents第67回オールスター競輪スペシャルデー」と銘打ち、平塚競輪による冠協賛試合として開催された[22][23]。また、8月11日に行われた横浜DeNA対東京ヤクルト戦（横浜スタジアム）でも「オールスター競輪平塚ナイター」と銘打ち、こちらも平塚競輪による冠協賛試合として開催された[24]。この試合では、平塚競輪場のイメージキャラクターを勤めているグラビアアイドルの篠崎愛による始球式が行われた[25]。なお、篠崎は最終日の18日には平塚本場で、トークショーと表彰式（スペシャルプレゼンター）に出席。表彰式には大阪・関西万博のマスコットキャラクターのミャクミャクも出席となった[26]。

- 初日の開会式での選手宣誓と敢闘宣言は、地元の北井佑季が担当[27]。また、開会式にて今大会のファン投票結果によるベストナイン（オールスター競輪）、ベストセブン（女子オールスター競輪）の表彰も行われた[28]。

- ガールズドリームレースの花束贈呈は声優の葵あずさ[注 1]が、ドリームレースの花束贈呈は同様に声優の川村海乃[注 2]（当日はトークショーとライブで来場）が[29]、女子オールスター競輪の表彰式での花束贈呈は野村忠宏（当日はトークショーで来場）が[30]、シャイニングスター賞の表彰式での花束贈呈は歌手の亜咲花（当日はライブで来場）が務めた[31]。

- 今大会も男女の表彰式の冒頭に、花火が打ち上げられた[注 3]。

- 男女共に表彰式では、最初に平塚では恒例となっている優勝者によるシャンパンファイトは行われたが、バンク開放は行われなかった[注 4]（代わりに入場時と退場時に電動カートをフェンス傍まで近づけた）。

- 新設の女子オールスター（本年のみFII扱い）は単独の目標額は設定されなかったが、3日間の売上は10億5362万7600円[32]だった。なお、宇都宮で行われる次回以降は、単独開催としてGIに昇格する。また、オールスター競輪の開催直前に開催時期を移行する。

- シリーズ全体の目標額は135億円[33]だったが、6日間の総売上は前年比16.9％増の154億5641万400円[34]で目標額を大幅に上回った。なお、各日ごとの売上額は、初日入場7,784人・売上22億4786万3400円[35]、2日目入場6,777人・売上22億4848万4900円[36]、3日目入場6,844人・売上25億2831万7100円[37]、4日目入場3,341人・売上23億4199万5600円[38]、5日目入場8,173人・売上25億3912万3200円[39]、最終日入場11,233人[注 5]・売上35億5062万6200円[40]（決勝戦は15億7348万8900円[10]）。また、オールスター競輪の売上が150億円を超えたのは2008年の第51回大会[注 6]（一宮・廃止）以来16年ぶりとなった。

### 放送関係
- 決勝戦の地上波中継は、テレ東《TXN系列 全6局ネット》が最終日の20:00 - 20:50[注 7]に、『デカ盛りドリームマッチin湘南 第67回オールスター競輪（GI）決勝戦』として放送（BSテレ東でも、同時刻で放送・TVerでも同時&見逃し配信を実施）[41][42]。今回も前年と同様に同局で放送されている番組『デカ盛りハンター』とコラボレーションしての放送となった[注 8]。司会は春日俊彰（オードリー）と狩野恵里[注 9]アナウンサーが担当。リポーターは中根舞美アナウンサー、中継の解説は中野浩一、実況は板垣龍佑アナウンサーが担当。なお、前年と異なり深夜の録画ダイジェストは放送されなかったが、当日のスポーツ リアライブ〜SPORTS Real&Live〜の冒頭でもダイジェスト放映された。

- 決勝戦中継とは別に、テレ東《TXN系列 全6局ネット》にて最終日の16:00 - 17:15に事前特番として「湘南!チャリ飯旅」を放送した。

- 今回新設された女子オールスターは、初日に行われたガールズドリームレースのみBSよしもと『競輪LIVE!チャリロトよしもと』の特番『GI「オールスター競輪」真夏の夜に夢見してやんよSP[注 10][注 11]』で放送し、それ以外はCS放送のSPEEDチャンネルとインターネット配信のみとなった。

### 競走データ
- 男女とも、6月17日に出場選手（男子正選手135名・補欠8名、女子正選手14名・補欠1名）が決定となった[43][44]。ファン投票第1位は、男子は古性優作（初）[45][46]、女子は児玉碧衣（8年連続8回目）[47]。

- S級S班は、今年も全選手が出場した。なお、清水裕友（斜行失格）は2日目の一次予選2で、山口拳矢は4日目の二次予選で、深谷知広・脇本雄太・松浦悠士は5日目の準決勝で敗退となった。

- 開催直前に行われた2024年パリオリンピックでは、自転車競技トラック種目は大会終盤の日程であったため、トラック種目日本代表として出場していた選手は開催初日当日の朝に東京国際空港（羽田空港）に到着し帰国した。そのため、日本代表選手は全員特例で前検日は免除された[48]。なお、一次予選1が2日間組まれていることもあり、オリオン賞に選ばれていた太田海也も含めて出場した男子3人はいずれも2日目からの出走となった。このほか、中野慎詞はオリンピック男子ケイリン決勝での落車による鎖骨骨折の影響で欠場となり[49]、国内の競輪への復帰が延びることとなった。

- 今大会でGI初出場を果たしたのは、道場晃規・後藤大輝・纐纈洸翔・村田祐樹の4名（道場以外は推薦10枠での出場[46]）。

- 山口富生が54歳7か月で本大会出場を果たし、GIレース最年長出場記録を更新（それまでは第65回オールスター競輪における神山雄一郎の54歳4か月2日[50]）。なお、本大会の最年少出場は吉田有希で22歳11か月。

- 諸橋愛、平原康多、岩津裕介、山崎芳仁の4名は、今大会でオールスター競輪の連続20回出場記録を達成し、開会式において表彰された[51]。

- 新田祐大はファン投票17位であったが、選考期間における最低出走回数（24出走）を満たさなかったため選考から除外された[注 12][注 13]。なお、19位の守澤太志が繰り上がりで2日目に行われたオリオン賞のメンバーに選ばれた。また、嘉永泰斗の病気欠場により、20位の窓場千加頼がオリオン賞に繰り上がった[52]。

- 女子オールスター競輪の選手入場曲は、全レース『FLY』（ALLY&DIAZ feat.MINMI&SATOSHI from 山嵐）。なお、ファンファーレも全レース通常のGI用が使われた（決勝戦のみ決勝戦用）。

- 優勝すればグランドスラムに王手がかかっていた平原は、準決勝6着で敗退となった。

- 今回、GI初優出は窓場千加頼（結果は準優勝だった）。

- 決勝戦の2車単オッズは10倍を切るものはなく[8]、眞杉匠（単騎で前年覇者）と古性優作の折り返しが1、2番人気となった[53]。

- GI最年長優勝記録更新の可能性があった佐藤慎太郎は、5着であった。

- 男子のファン投票1位選手によるオールスター競輪優勝は、1999年（第42回・甲子園）の神山雄一郎以来25年ぶりとなった[54]。

- 表彰台に乗った選手は準優勝の窓場と3着の新山を含む上位3名ではなく優勝の古性のみだった。